# Gnophomyia axillaris
Gnophomyia axillaris är en tvåvingeart som beskrevs av Alexander 1921. Gnophomyia axillaris ingår i släktet Gnophomyia och familjen småharkrankar.
Artens utbredningsområde är Peru. Inga underarter finns listade i Catalogue of Life.